# Rhodostrophia araearia
Rhodostrophia araearia är en fjärilsart som beskrevs av George Francis Hampson 1903. Rhodostrophia araearia ingår i släktet Rhodostrophia och familjen mätare. Inga underarter finns listade.